# Dudley Storey
Dudley Leonard Storey (27 de noviembre de 1939-6 de marzo de 2017) fue un deportista neozelandés que compitió en remo.
Participó en tres Juegos Olímpicos de Verano entre los años 1964 y 1972, obteniendo dos medallas, oro en México 1968 y plata en Múnich 1972. Ganó una medalla de bronce en el Campeonato Mundial de Remo de 1970.

## Palmarés internacional
| Juegos Olímpicos   | Juegos Olímpicos          | Juegos Olímpicos  | Juegos Olímpicos   |
| Año                | Lugar                     | Medalla           | Prueba             |
| ------------------ | ------------------------- | ----------------- | ------------------ |
| 1968               | Ciudad de México (México) | Medalla de oro    | Cuatro con timonel |
| 1972               | Múnich (RFA)              | Medalla de plata  | Cuatro sin timonel |
| Campeonato Mundial |                           |                   |                    |
| Año                | Lugar                     | Medalla           | Prueba             |
| 1970               | St. Catharines (Canadá)   | Medalla de bronce | Ocho con timonel   |